# Brian Merriman
Brian Merriman (Ennistymon, 1745/1749 – Limerick, 27 luglio 1805) è stato un poeta irlandese in lingua gaelica.

## La vita
In base alla tradizione popolare avvalorata da vari indizi lo si ritiene figlio illegittimo, allevato dalla madre e da un patrigno. Secondo Ó Tuama (1995: 63) anche il cognome Merriman, non riferibile a famiglie irlandesi, sembra confermare la non appartenenza ad una famiglia regolare.
Visse a Feakle (in gaelico An Fhiacail), e in quella zona tenne una scuola che era presumibilmente una hedge school; inoltre coltivava un podere e nel 1797 vinse premi per la qualità della sua coltivazione di lino dalla Royal Dublin Society. A Feakle intorno al 1780, quand'era ancora scapolo, scrisse il celebre poemetto di cui si dirà più avanti. Si sposò soltanto più tardi, intorno al 1787, ed ebbe due figlie; intorno al 1802 passò a Limerick dove insegnò matematica; e in quella città morì improvvisamente nel 1805. È sepolto nel cimitero di Feakle.

## Il Tribunale di mezzanotte
La sua fama è interamente dovuta a un poemetto di 1 026 versi: Cúirt an Mheán-Oíche (Il Tribunale di mezzanotte). Benché quest'opera lo dimostri poeta esperto, di lui non si conosce quasi nient'altro.
Il poemetto ebbe un grande successo fra i lettori, tanto che sùbito dopo la sua composizione si fecero moltissime copie del manoscritto originale, e l'opera rimase popolare tra la gente di lingua gaelica anche in quei periodi in cui incontrò disapprovazioni ufficiali.
Numerose sono le traduzioni in versi inglesi, prima di tutte quella di Denis Woulfe risalente al terzo decennio dell'Ottocento e poi ripubblicata in versione purgata su The Irishman nel 1880. La traduzione di Arland Ussher nel 1926 ebbe una prefazione di W. B. Yeats, ma la traduzione più nota è quella di Frank O' Connor del 1945. In passato le traduzioni inglesi di quest'opera, ritenuta audace e trasgressiva su problemi sessuali, incontrarono a volte difficoltà e censure, alle quali sfuggì più facilmente il testo originale gaelico.
Fra le edizioni moderne del testo gaelico si ricordano: quella curata da R. Ó Foghludha nel 1912; quella curata nel 1968 da David Greene (Ó Uaithne); e quella definitiva curata nel 1982 da Liam Ó Murchú.
Dal 1967 esiste il Cumann Merriman (Sodalizio Merriman) che fra l'altro promuove ogni anno, nella contea Clár (ingl. Clare), una scuola estiva di cultura gaelica intitolata al poeta.

### Struttura e contenuto del poema
Il poemetto è articolato in una introduzione, tre discorsi in forma di accese perorazioni davanti al Tribunale di Mezzanotte, e un epilogo.
L'introduzione mostra l'autore che gode le dolcezze della natura fra i prati e i boschi in vista del Loch Gréine (un lago poco più a nord di Fiacail) e alla fine si appisola dolcemente. In questo quadretto lo stile è seducente e raffinato e sembra voler seguire modelli convenzionali settecenteschi; ma l'autore se ne serve a scopo di contrasto, per dare più risalto ai sorprendenti cambi di scena successivi. Infatti il dormiente non ha dolci sogni, ma una visione tremenda: turbini e bufere con l'arrivo di un'orrenda gigantessa, sbirro di un tribunale femminile davanti al quale il poeta viene bruscamente trascinato. Questo tribunale, interamente formato da donne e dichiaratamente alternativo alle usanze e leggi di stampo inglese, è presieduto da Aoibheall, mitica figura femminile del mondo magico. Ed è appunto Aoibheall a delineare il problema che il suo tribunale intende affrontare: gli uomini sono restii a sposarsi e la popolazione d'Irlanda declina.
	Una prima testimonianza-perorazione è svolta da una ragazza che con coloriti accenti e riferimenti locali espone la propria frustrazione. Per quanto essa si dia da fare frequentando ogni possibile occasione di incontri e affidandosi a tutti i possibili talismani, pratiche propiziatorie e veggenti, non riesce a trovare chi la sposi, perché i giovanotti non vogliono legarsi se non con anziane donne ricche.
	Il secondo a parlare è "un vecchio squallido e invelenito" che "salta su in fretta e furia" portandosi al banco dei testimoni. Egli attacca astiosamente la ragazza, sostenendo che costei è di stirpe e provenienza miserabile ma si orna di fronzoli alla moda pagati chissà come, e sottolinea gli inconvenienti di sposare simili fraschette. In proposito racconta con vivacità i guai del proprio matrimonio con una giovane che gli ha appioppato un figlio nato pochi mesi dopo le nozze e asseritamente prematuro, ma in realtà robusto e perfetto. Perciò critica le anacronistiche regole matrimoniali che l'hanno esposto a questa situazione imbarazzante, e sostiene che sarebbe meglio dar via libera ai figli naturali, che sono molto più saggi e forti e che potrebbero riportare l'Irlanda ai fasti degli eroi dell'antichità
	A questo punto interviene di nuovo la giovane di prima, che giustifica la sposa del vecchio. Spiega che quella poverina, schiacciata da una completa miseria, era stata praticamente comprata dal vecchio con ampie promesse di vita serena; ma su un punto essenziale era rimasta totalmente delusa, perché le sue giuste e ardenti voglie di giovane sposa - descritte con molto vigore - erano rimaste inappagate dall'anziano marito. Troppe ragazze vengono così sacrificate a vecchi mariti; perciò la testimone chiede che si procurino sposi giovani e robusti, e in particolare chiede che la Chiesa autorizzi il matrimonio anche dei preti, molti dei quali già dànno prova di sé con figli naturali allevati sotto nomi altrui.
Dopo sentite queste sbrigliate deposizioni, Aoibheall emette la sentenza.
Non abolisce il matrimonio come proponeva il vecchio, ma riconosce che le giovani poste sotto la protezione matrimoniale di un anziano siano libere di prendersi amanti della loro stessa età.
Quanto al matrimonio dei preti, raccomanda prudenza nel parlare di "quei potentati suscettibili", ma preconizza "che pur dovranno sposarsi, quando che sia": "giorno verrà, col pieno assenso d'un Concilio, e il Papa lo sottoscriverà col suo potere"; e alle donne predice che quel consesso "si occuperà della sventura del paese e a voi sarà consegnato, in lacci e pastoie, un bollore di sangue e il tumulto della carne, l'oggetto del vostro desiderio, questi caldi omaccioni".
"Quanto ad ogni altro nato di donna", la sentenza è più immediata: "Decretiamo come legge alle donne di trascinare per il capo, a forza e senza pietà, chi a ventun anni è privo di lacci nuziali", per legarlo e punirlo a frustate. "Quelli poi capitati in là con gli anni", che grettamente "dissipano il proprio valore mentre ci sono donne disponibili in vana attesa d'essere colte dal ramo", vengono condannati a maggiori supplizi e tormenti a discrezione delle donne; e il primo contro cui scagliarsi è proprio Merriman, ancora scapolo alla sua età. Mentre il provvedimento del Tribunale di Mezzanotte viene datato e firmato; e mentre le donne furiose si avventano su Merriman per eseguire su di lui la sentenza, egli terrorizzato si desta dalla visione: "io uscii dal sopore, sciolsi gli occhi e di scatto balzai fuori dalla pena: ero sveglio!"

## I commenti della critica
Questo vivace poemetto, oltre a riscuotere successo fra i lettori, ha suscitato e suscita l'attenzione dei commentatori e critici letterari, che spesso si dividono nel discuterne fonti, significati ed intenti, ma in generale concordano sul suo alto valore. Oltre ai commentatori citati qui sotto nella bibliografia, vari altri sono menzionati in Caerwyn Williams (1985: 30), dove si legge questa sintesi delle loro valutazioni: "In generale si riconosce che il Tribunale di Mezzanotte è una delle poesie più potenti nella produzione gaelica. Ha un'esattezza metrica, un ritmo forte e un linguaggio sonoro e vigoroso, ma il pregio che di solito viene menzionato è la freschezza dei pensieri e la franchezza con cui il poeta li esprime."
Circa le origini dell'idea di visione, è ben noto che nel XVII secolo, dopo il completo assoggettamento dell'Irlanda, erano state frequenti le visioni poetiche nelle quali appariva, a un uomo afflitto per l'asservimento del paese, una donna celestiale apportatrice di speranze di liberazione per l'Irlanda. Poi il modello era un po' decaduto in poeti che non speravano più nell'arrivo di un salvatore, ma si trattava pur sempre di visioni sulla situazione politica; solo con Merriman la visione si trasforma completamente, sia perché porta a trattare temi sessuali e personali, sia perché la situazione di partenza è invertita: anziché l'apparizione di una donna celestiale per sollevare un poeta afflitto, c'è un poeta lieto e sereno a cui compare una donna orrenda che lo trascina in un tribunale dove sarà minacciato di torture.
In Ó Tuama (1995: 64 e segg.) si passano in rassegna molti possibili precedenti, europei o irlandesi, prevalentemente medievali, sui temi del poema: una megera come guida; una corte non ufficiale o un parlamento femminile; libere trattazioni sulla sessualità e sui casi connessi, come quello della malmaritata o dei figli naturali. Ma che quei precedenti - raccolti con molto acume - siano effettivamente serviti a Merriman come fonti o modelli, è soltanto un'ipotesi.
Qualche commentatore ha pensato anche ad una forte influenza dei pensatori settecenteschi come Rousseau e Voltaire. Altri, invece, ritengono preponderante il permanere - in ambienti legati all'intellettualità irlandese o a comunità rurali conservatrici - di un certo attaccamento alle antiche tradizioni gaeliche (combattute dal puritanesimo dei nuovi padroni inglesi, in ciò spalleggiati anche dalla Chiesa cattolica) che avevano comportato maggiore autonomia delle donne, matrimoni più flessibili, nessuna discriminazione per i figli naturali, e forse anche qualche prassi di tacita tolleranza per i preti
Queste discussioni sulle possibili fonti ed influenze sono certamente interessanti per un inquadramento storico-culturale; ma, come scrive lo stesso prof. Ó Tuama (1995: 72), il poema di Merriman "naturalmente può essere letto con immenso piacere e profitto da un lettore che nulla sappia dei suoi precedenti e retroscena letterari." A volte, però, le discussioni sull'originalità o non originalità delle posizioni di Merriman hanno influenzato le valutazioni dell'opera da parte dei commentatori. In proposito O' Neill (1996: 49) cita "l'entusiasmo di critici come Piaras Béaslaí e Frank O' Connor che hanno visto il poeta come una specie di Rousseau irlandese", ma ricorda che già un commentatore dei primi del Novecento (O' Rahilly) aveva mostrato che c'erano dei precedenti e quindi aveva trovato il poema "convenzionalissimo in letteratura" (oltre ad essere scandalizzato per la sua scarsa decenza), pur riconoscendo anch'egli che quest'opera "è di gran lunga il più riuscito lavoro prolungato in versi in irlandese moderno".
Anche sugli intenti del poeta non mancano discussioni. C'è chi gli attribuisce un intento puramente scherzoso: questa è per esempio la posizione di Daniel Corkery, criticata da Kiberd (2001: 191 e segg.) che attribuisce al poeta una serietà di fondo e una partecipazione reale alle tesi del poemetto. Ed anche Ó Tuama conclude nel senso che il poemetto sembra dar voce a sentimenti profondi del poeta, pur nella forma brillante e divertente che rende l'opera "uno dei maggiori lavori comici della letteratura, e certo la massima poesia comica mai scritta in Irlanda".
Analoghe discussioni riguardano anche la sentenza finale del Tribunale. Chi attribuisce all'opera un intento prevalentemente scherzoso interpreta i limiti di quella sentenza come un accorgimento prudenziale del poeta; chi invece pensa ad una partecipazione più profonda interpreta quei limiti come una conferma del suo sostanziale realismo.
Infine, sul linguaggio poetico di Merriman, è stato osservato che egli ha saputo inquadrare in forma metrica il comune e vivace idioma parlato, senza restar legato alle precedenti e più complesse convenzioni linguistiche dei poeti tradizionali; ed anche in ciò si è ravvisato uno dei pregi dell'opera.